# Жуково (Великопольське воєводство)
Жуково (пол. Żukowo, нім. Zuckland) — село в Польщі, у гміні Оборники Оборницького повіту Великопольського воєводства.
Населення — 93 особи (2011).
У 1975-1998 роках село належало до Познанського воєводства.

## Демографія
Демографічна структура станом на 31 березня 2011 року:
|          | Загалом | Допрацездатний вік | Працездатний вік | Постпрацездатний вік |
| -------- | ------- | ------------------ | ---------------- | -------------------- |
| Чоловіки | 41      | 12                 | 29               | 0                    |
| Жінки    | 52      | 14                 | 33               | 5                    |
| Разом    | 93      | 26                 | 62               | 5                    |